# Zołotuchino (obwód kurski)
Zołotuchino (ros. Золотухино) – osiedle typu miejskiego w Rosji, w obwodzie kurskim, ośrodek administracyjny rejonu zołotuchińskiego. W 2010 liczyło 4702 mieszkańców.